# Artinit
Artinit (IMA-Symbol Art) ist ein selten vorkommendes Mineral aus der Mineralklasse der „Carbonate und Nitrate“ mit der chemischen Zusammensetzung Mg2[(OH)2|CO3]·3H2O und damit chemisch gesehen ein wasserhaltiges Magnesiumcarbonat mit zusätzlichen Hydroxidionen.
Artinit kristallisiert im monoklinen Kristallsystem und entwickelt nadelige Kristalle bis etwa 2,5 cm Länge, die nach der b-Achse gestreckt sind. Meist treten die Kristalle zu faserigen Äderchen und Matten, krustigen Überzügen sowie radialstrahligen bis kugeligen Mineral-Aggregaten oder traubenförmigen Massen zusammen. Das Mineral ist im Normalfall farblos und durchsichtig, kann aber durch vielfache Lichtbrechung aufgrund von Gitterfehlern oder polykristalliner Ausbildung auch durchscheinend weiß sein. Der bei einzelnen Kristallen auffällige glasähnliche Glanz tritt bei den Aggregatformen zurück und weicht einem seiden- bis satinähnlichen Schimmer.

## Etymologie und Geschichte
Artinit wurde von S. C. Luigi Brugnatelli 1902 erstbeschrieben und nach dem italienischen Professor der Mineralogie Ettore Artini (1866–1928) benannt, der von 1911 bis 1927 zudem Direktor des Museo Civico di Storia Naturale di Milano war.
Bereits 1896 hatte Luigi Brugnatelli ein bisher unbekanntes, wasserhaltiges Magnesiumcarbonat im Valbrutta (auch Val Brutta) in der italienischen Gemeinde Lanzada (Provinz Sondrio, Lombardei) gesammelt und analysiert. Die von ihm aus den Analysen abgeleitete chemische Zusammensetzung MgCO3·Mg(OH)2·3H2O (Oxidformel) stimmte ebenfalls bereits mit der aktuell gültigen Zusammensetzung überein. Aufgrund der geringen Menge des Probenmaterials, das einschließlich Verunreinigungen nur 0,171 g wog, hatte Brugnatelli jedoch Bedenken, seine Entdeckung als neue Mineralart zu postulieren. Um sicher zu gehen, wollte er weitere Entdeckungen und Analysen abwarten.
Im Sommer 1902 ergab sich diese Möglichkeit durch den Fund des Mineralsammlers Pietro Sigismund (1874–1962) im benachbarten Valmalenco. Dieser hatte Mineralproben in der Umgebung der „Miniera di Franscia“ (auch Dossi di Franscia) bei Franscia gesammelt, an denen Brugnatelli die vollständige Analyse und die Bestätigung der Identität der beiden Probenfunde gelang. Die „Miniera di Franscia“ gilt daher als Typlokalität für den Artinit und besteht heute aus aufgelassenen und aktiven Serpentin-Asbest-Steinbrüchen, Bergwerken und Berge- bzw. Abraumhalden.
Das Typmaterial des Minerals wird im Museo Civico di Storia Naturale di Milano (MCSN oder MSNM) unter den Sammlungsnummern M13215, M13217, M22182 und M22191 aufbewahrt.
Da der Artinit bereits lange vor der Gründung der International Mineralogical Association (IMA) bekannt und als eigenständige Mineralart anerkannt war, wurde dies von ihrer Commission on New Minerals, Nomenclature and Classification (CNMNC) übernommen und bezeichnet ihn als sogenanntes „grandfathered“ (G) Mineral. Die ebenfalls von der IMA/CNMNC anerkannte Kurzbezeichnung (auch Mineral-Symbol) von Artinit lautet „Art“.

## Klassifikation
In der veralteten 8. Auflage der Mineralsystematik nach Strunz gehörte der Artinit noch zur gemeinsamen Mineralklasse der „Nitrate, Carbonate und Borate“ und dort zur Abteilung der „Wasserhaltige Carbonate mit fremden Anionen“, wo er zusammen mit Hydromagnesit die „Hydromagnesit-Artinit-Gruppe“ mit der System-Nr. Vb/D.01 und den weiteren Mitgliedern Brugnatellit und Giorgiosit sowie im Anhang mit Callaghanit und Zaratit bildete.
Im zuletzt 2018 überarbeiteten und aktualisierten Lapis-Mineralienverzeichnis nach Stefan Weiß, das sich aus Rücksicht auf private Sammler und institutionelle Sammlungen noch nach dieser alten Form der Systematik von Karl Hugo Strunz richtet, erhielt das Mineral die System- und Mineral-Nr. V/E.01-040. In der „Lapis-Systematik“ entspricht dies ebenfalls der Abteilung „Wasserhaltige Carbonate, mit fremden Anionen“, wo Artinit zusammen mit Brugnatellit, Chlorartinit, Coalingit, Dypingit, Giorgiosit, Hydromagnesit, Indigirit und Widgiemoolthalith die unbenannte Gruppe V/E.01 bildet.
Die von der International Mineralogical Association (IMA) zuletzt 2009 aktualisierte 9. Auflage der Strunz’schen Mineralsystematik ordnet den Artinit in die neu definierte Klasse der „Carbonate und Nitrate“ (die Borate bilden hier eine eigene Klasse), dort aber ebenfalls in die Abteilung der „Carbonate mit zusätzlichen Anionen; mit H2O“ ein. Diese ist allerdings weiter unterteilt nach der relativen Größe der beteiligten Kationen, so dass das Mineral entsprechend seiner Zusammensetzung in der Unterabteilung „Mit mittelgroßen Kationen“ zu finden ist, wo es nur noch zusammen mit Chlorartinit die nach ihm benannte „Artinitgruppe“ mit der System-Nr. 5.DA.10 bildet.
Auch die vorwiegend im englischen Sprachraum gebräuchliche Systematik der Minerale nach Dana ordnet den Artinit wie die veraltete Strunzsche Systematik in die gemeinsame Klasse der „Carbonate, Nitrate und Borate“ und dort in die Abteilung der „Carbonate – Hydroxyl oder Halogen“ ein. Hier ist er zusammen mit Chlorartinit in der unbenannten Gruppe 16b.03.01 innerhalb der Unterabteilung „Carbonate - Hydroxyl oder Halogen mit AmBn(XO3)pZq • x(H2O), (m+n) : p = 2 : 1“ zu finden.

## Kristallstruktur
Artinit kristallisiert in der monoklinen Raumgruppe C2/m (Raumgruppen-Nr. 12) mit den Gitterparametern a = 16,560 Å; b = 3,153 Å; c = 6,231 Å und β = 99,10° sowie zwei Formeleinheiten pro Elementarzelle.
Die Kristallstruktur von Artinit besteht aus kantenteilenden MgO(OH)2(H2O)3-Oktaedern, die parallel der b-Achse [010] Doppelketten bilden. Diese werden über CO3-Gruppen miteinander verbunden, die versetzt auf beiden Seiten der Doppelketten angeordnet sind. Zusammen mit vier weiteren Ketten entlang der a- [100] und c-Achse [001] wird ein Gerüst gebildet, dass durch Wasserstoffbindungen (von OH und H2O) zusammengehalten wird.
| Kristallstruktur von Artinit |
| --- |
| - mit Blickrichtung parallel zur a-Achse - mit Blickrichtung parallel zur b-Achse - mit Blickrichtung senkrecht zur Ebene ab - räumliche Darstellung in der kristallographischen Standardausrichtung - größerer Ausschnitt der Kristallstruktur als Polyedermodell mit freier Achsenstellung |
| Farblegende: 0 _ Mg 0 _ C 0 _ O 0 _ H |

## Bildung und Fundorte

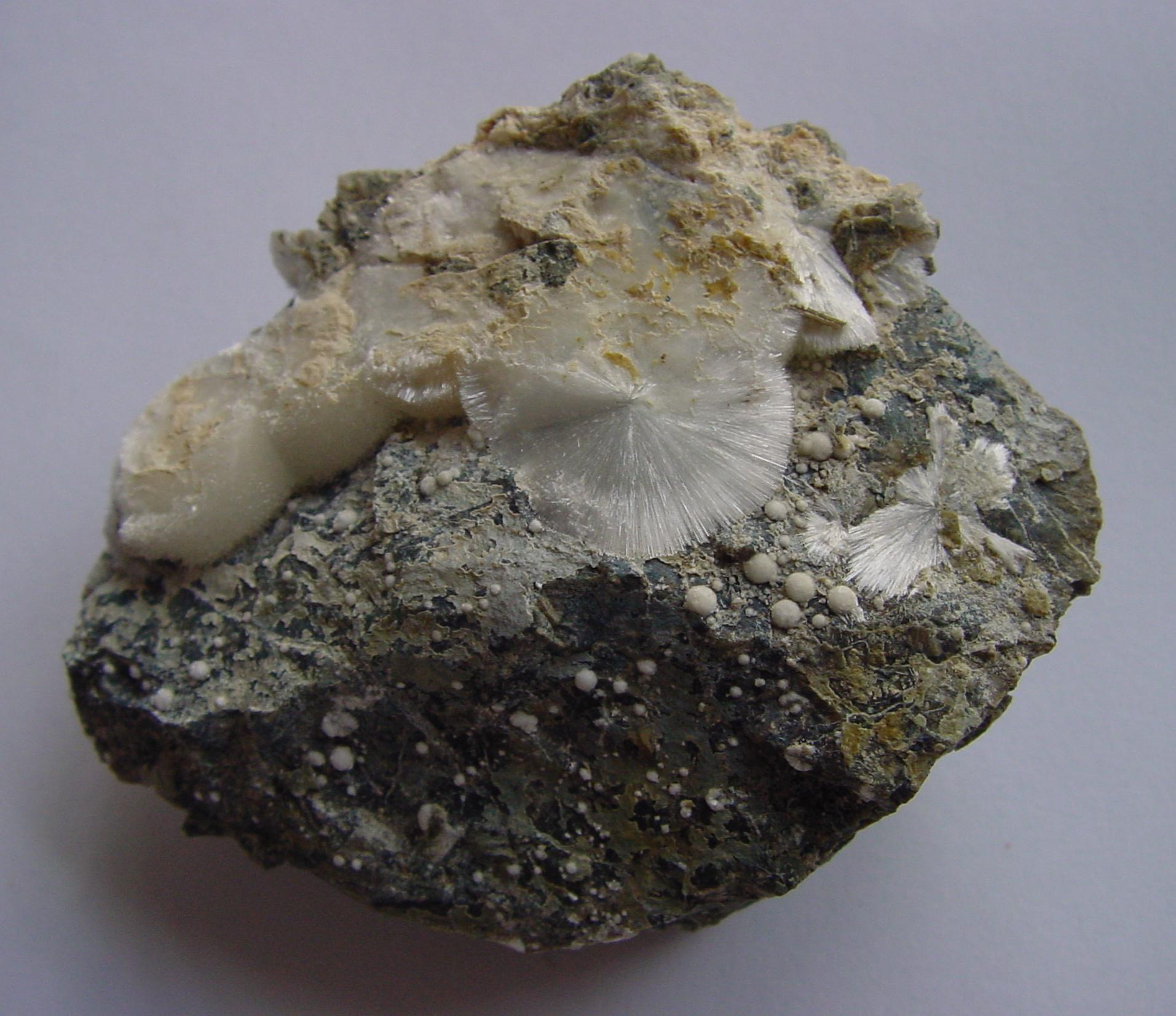
Radialstrahlige und kugelige Artinit-Aggregate auf Matrix aus dem San Benito County, Kalifornien, USA

Artinit bildet sich hydrothermal bei niedrigen Temperaturen, findet sich aber in verwitterten oder umgewandelten ultramafischen Gesteinen, typischerweise in Serpentiniten. Als Begleitminerale können unter anderem Aragonit, Brucit, Calcit, Chrysotil, Dolomit, Hydromagnesit, Magnesit und Pyroaurit auftreten.
Als seltene Mineralbildung konnte Artinit nur an wenigen Orten nachgewiesen werden, wobei weltweit bisher rund 70 Fundstätten dokumentiert sind (Stand 2023). Es besteht jedoch die Möglichkeit, dass Artinit weltweit auftreten und gefunden werden kann.
Außer an seiner Typlokalität im Valmalenco und seinem Erstfund im Nachbartal Valbrutta in der Provinz Sondrio (Lombardei) fand sich das Mineral in Italien noch an mehreren Orten im Aostatal, am Monte Chiaro bei Albareto und in der Umgebung der Gemeinde Borgo Val di Taro in der Provinz Parma (Emilia-Romagna), bei Albano Laziale und am Albaner See in Latium, am Monte Ramazzo bei Borzoli (Genua) und in der Gemeinde Carro in Ligurien, bei Casteldelfino und Viù in Piemont, in den Marmorsteinbrüchen bei Pilcante und Predazzo im Trentino sowie bei Calvene, Cogollo del Cengio und Laghi in der Provinz Vicenza (Venetien).
In Deutschland konnte Artinit bisher nur am Römerbrunnen bei Bad Honnef im Rhein-Sieg-Kreis in Nordrhein-Westfalen und am Arensberg bei Zilsdorf in der rheinland-pfälzischen Vulkaneifel gefunden werden.
In Österreich trat das Mineral bisher nur in der Steiermark auf, genauer an einem Serpentinit-Aufschluss am Eibegggraben bei Breitenau am Hochlantsch, in den Steinbrüchen „Gulsen“ bei Kraubath an der Mur und „Lobminggraben“ bei Sankt Stefan ob Leoben sowie im Steinbruch „Preg“ nahe Sankt Lorenzen bei Knittelfeld.
Die bisher einzigen beiden bekannten Fundorte in der Schweiz sind ein natürlicher Aufschluss am Lägh da Cavloc (deutsch Cavloccio-See) und ein ebensolcher am Fornogletscher im Val Forno im Schweizer Kanton Graubünden.
Weitere Fundorte liegen unter anderem in Australien, Bulgarien, China, Frankreich, Griechenland, Japan, Kanada, Neuseeland, Norwegen, Pakistan, Portugal, Russland, der Slowakei, Spanien, Tschechien, der Türkei und in einigen Staaten der USA (Kalifornien, Nevada, New Jersey, New York, Vermont).